# Trbovlje

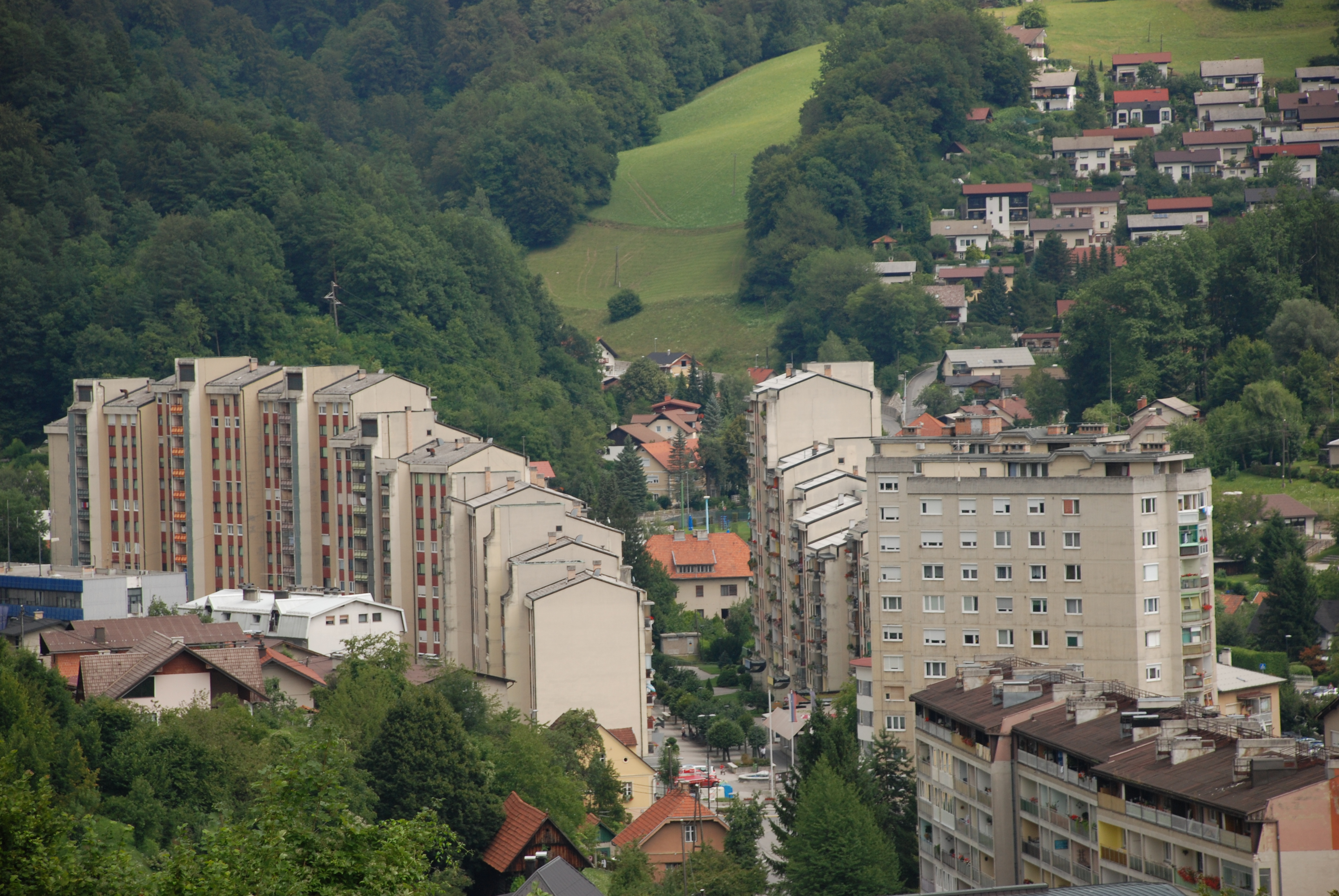
Bostadshus i Trbovlje.

Trbovlje (tyska: Trifail) är en ort i centrala Slovenien. Orten finns i en dal till en biflod till Sava. Trbovlje hade 14 997 invånare år 2012.
Musikgruppen Laibach är från Trbovlje.

## Historia
År 1849 anslöts orten till järnvägsnätet. Orten är även känd för två massgravar från andra världskriget. Den ena ligger vid den gamla kyrkogården i norra delen av staden och innehåller kvarlevor av tyska soldater. Den andra ligger under muren norr om en kyrka i byn Retje och innehåller okända kvarlevor.

## Kyrkor
Församlingskyrkan är en katolsk kyrka ursprungligen i romansk stil men som senare byggts till i gotisk och barock stil under 1700- och 1800-talen. I västra delen av staden finns en andra kyrka som uppfördes under 1700-talet.